# Euphorbia neriifolia
Euphorbia neriifolia ist eine Pflanzenart aus der Gattung Wolfsmilch (Euphorbia) in der Familie der Wolfsmilchgewächse (Euphorbiaceae).

## Beschreibung
Die sukkulente Euphorbia neriifolia wächst als Baum mit einer locker verzweigten Krone und erreicht eine Höhe von 6,5 Meter. Die ausgebreitet-aufrecht angeordneten Zweige sind fast fünfkantig, werden etwa 3 Zentimeter dick und sind durch Einschnürungen in Abschnitte gegliedert. Die Kanten sind mit kleinen, konisch geformten Warzen besetzt. Die verkehrt eiförmigen Blätter sind nahezu sitzend und werden 30 Zentimeter lang. An jungen Trieben verbleiben sie länger. Die Dornenschildchen sind dreieckig und es werden Dornen bis 12 Millimeter Länge ausgebildet.
Der Blütenstand besteht aus einfachen Cymen, die ein- bis 3-fach gegabelt sind. Der kurze und kräftige Blütenstandstiel trägt die rötlichen Cyathien. Die länglichen Nektardrüsen berühren sich. Die tief gelappte Frucht wird etwa 12 Millimeter groß und steht an einem hervorstehenden und zurück gebogenen Stiel.

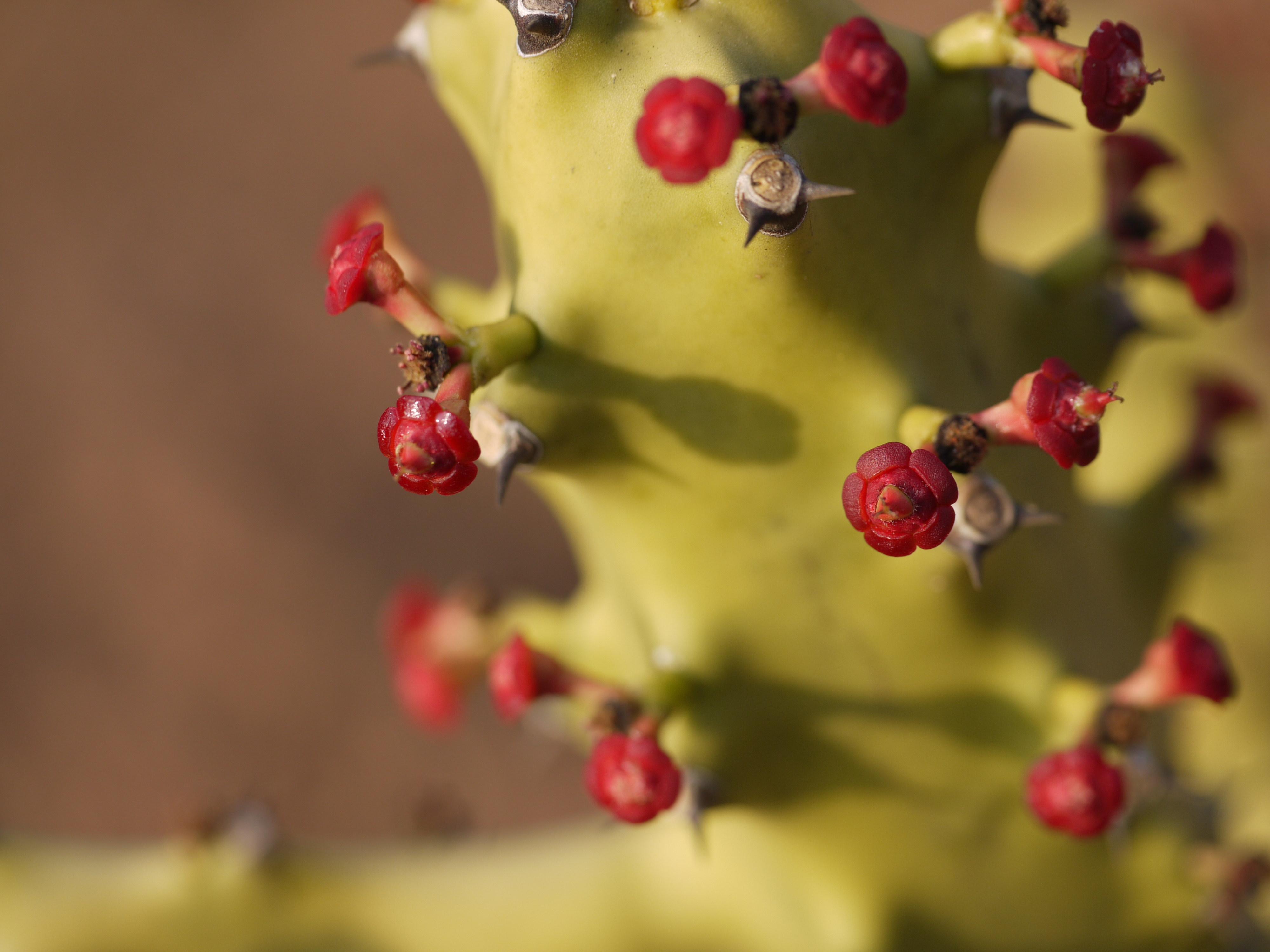
Blütenstand und Einzelblüten
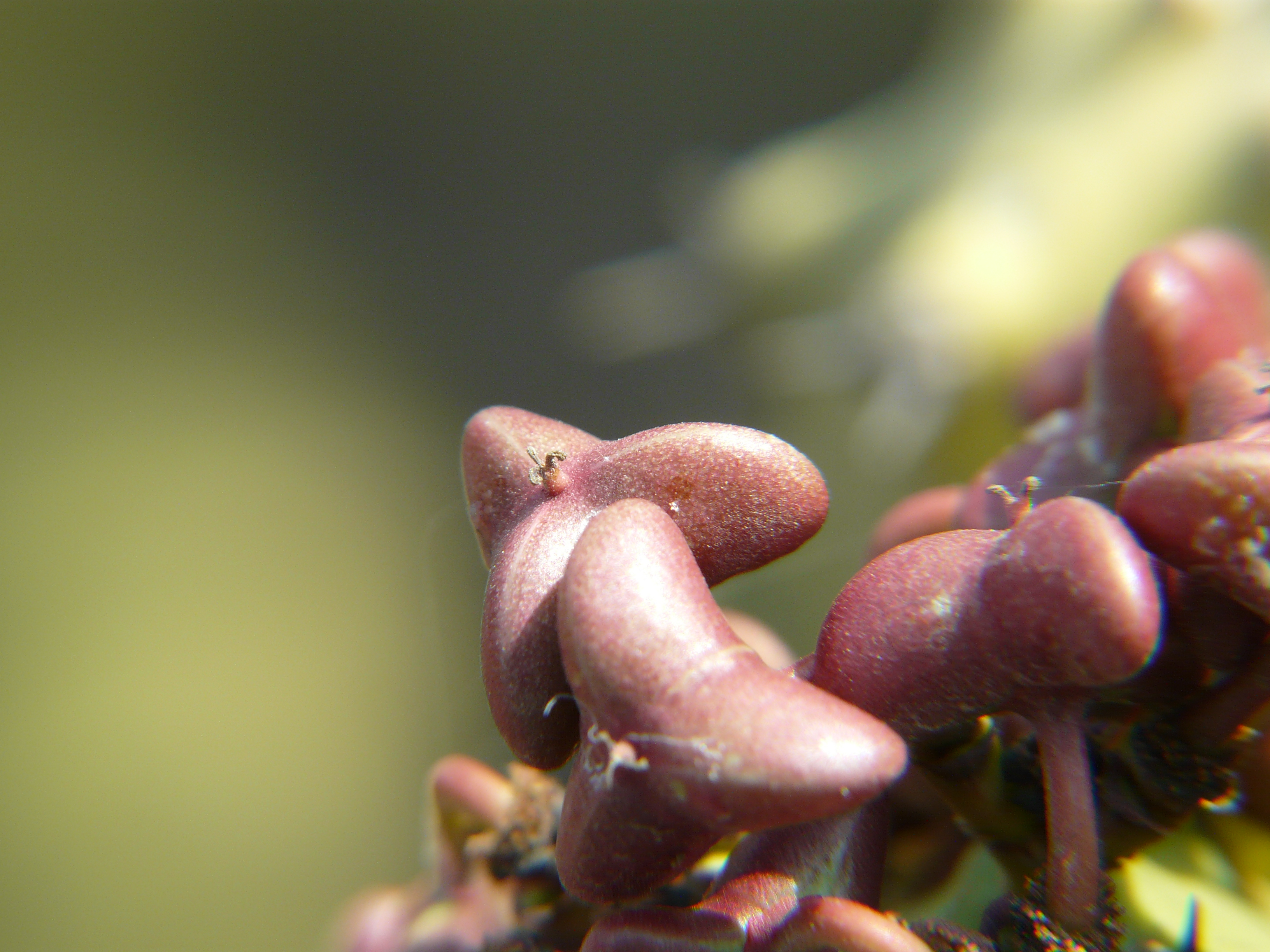
Früchte

## Verbreitung und Systematik
Euphorbia neriifolia ist im Süden von Indien verbreitet.
Die Erstbeschreibung der Art erfolgte 1753 durch Carl von Linné. Als Synonym gilt Euphorbia ligularia Roxb. (1832).